# Marchese di Gambolò
Marchese di Gambolò, è un titolo ereditario della nobiltà italiana della nobiltà milanese, assorbito poi dalla nobiltà italiana.

## Storia
La prima creazione di questo titolo avvenne nella nobiltà milanese nel 1573 quando l'allora nobile di recente estrazione, Giovanni Agostino Litta, acquistò dalla Regia Camera Ducale di Milano il feudo di Gambolò, nei pressi di Vigevano, pagando per ottenere il titolo di marchese una discreta somma in denaro. Il titolo venne acquisito per trasmissione perpetua ai suoi primogeniti maschi e col tempo si espanse con l'acquisto di altri feudi e altri titoli minori.
Nel 1808, con il IX marchese Antonio Litta Visconti Arese, il titolo divenne sussidiario di quello di Duca Litta che venne creato per i servigi prestati da quest'ultimo aristocratico durante il periodo del governo napoleonico e che poi venne mantenuto sino all'estinzione dei maschi della casata nel 1921 quando entrambi i titoli decaddero.
L'antica sede dei marchesi di Gambolò è Palazzo Litta, a Milano.

## Marchesi di Gambolò (1573-1921)
- Giovanni Agostino Litta (?-?), I marchese di Gambolò;
- Pompeo Litta (1569–1609), II marchese di Gambolò, figlio del precedente;
- Agostino Litta (1605–1652), III marchese di Gambolò, figlio del precedente;
- Pompeo Litta (1639–1709), IV marchese di Gambolò, figlio del precedente;
- Antonio Litta (1700–1770), V marchese di Gambolò, figlio del precedente;
- Pompeo Giulio Litta Visconti Arese (1727–1797), VI marchese di Gambolò, figlio del precedente;
- Antonio Litta Visconti Arese (1750–1817), VII marchese di Gambolò, figlio del precedente; fu nominato nel 1807 I duca Litta;
- Pompeo Litta Visconti Arese (1785–1835), VIII marchese di Gambolò, figlio del precedente;
- Antonio Litta Visconti Arese (1819–1866), IX marchese di Gambolò, figlio del precedente;
- Giulio Litta Visconti Arese (1822–1891), X marchese di Gambolò, fratello del precedente;
- Pompeo Litta Visconti Arese (1856–1921), XI e ultimo marchese di Gambolò, figlio del precedente.

Ramo estinto nel 1921